# Братья и сёстры (роман)
«Бра́тья и сёстры» — дебютный роман русского писателя Фёдора Абрамова, первая часть тетралогии «Пряслины», за которую писатель был награждён Государственной премией СССР.

## Сюжет
Пафос романа определяет мысль об единении народа перед общей бедой, о его способности к взаимопомощи, самоотречению и самопожертвованию.
Действие романа происходит весной-осенью 1942 года, когда в результате тяжёлых поражений Красная армия продолжала отступать, оставляя хлебородные районы страны. Тяжкий труд по снабжению армии и тыла хлебом ложится на плечи женщин, стариков и подростков в сёлах отдалённых от фронта районов. Роман разворачивается на русском Севере, в верховьях реки Пинега, в старинном, наполовину старообрядческом селе Пекашино. Среди бескрайних лесов на скудных почвах оставшиеся жители села, отдавшего на фронт шесть десятков мужчин, в полуголодное время трудятся, чтобы вырастить больший урожай для фронта и тыла, выжить самим.
На собрании в бывшей церкви, ныне используемой как клуб, колхозники стихийно, под нечаянным воздействием районного уполномоченного по урожаю, раненого фронтовика Лукашина, снимают с должности председателя колхоза, а новым назначают бывшего бригадира Анфису Петровну Минину. Новый председатель сталкивается с нехваткой рабочих
рук, продуктов для крестьян, кормов. Против неё настроен один из бригадиров, Фёдор Капитонович, сумевший втереться в доверие районному начальству. Однако, воодушевлённая доверием крестьян, Анфиса включается в работу.
В романе последовательно описываются этапы и тяготы крестьянского труда и быта в военное время. Похоронка приходит в семью стариков Степана Андеяновича и Макаровны, и старая мать умирает, не в силах вынести смерть сына. Степан Андреянович, много лет собиравший добро в надежде на возвращение к личному хозяйству его сына-комиссара, теперь отдаёт сделанные своими руками вещи для фронта. Получает похоронку Анна Пряслина, мать шестерых детей. Она не может выполнить умноженные войной ежедневные нормы колхозной работы и решается набрать для голодных детей мешочек собранных колосьев. Председатель колхоза застаёт её на горячем, но решает утаить поступок Анны, за который той грозит 10 лет заключения. Анне в её семейных тяготах помогает старший, 14-летний сын Мишка, который своим трудом и умелостью на колхозных работах заслуживает уважение старших. Во время лесного пожара, угрожающего урожаю, Мишка бросается помочь птице, которая не может спасти находящихся в гнезде птенцов; однако помощь нужна уже самому Мишке, и бросившаяся ему на помощь 19-летний комсорг Настя почти полностью обгорает.
Председателя колхоза Анфису Минину, несмотря на противодействие коррумпированного партийного функционера, принимают кандидатом в партию. Анфиса и Лукашин охвачены взаимным чувством, но сдерживают себя, помня о военном времени и долге. Лукашин, мучимый виной за то, что почти поддался ласкам деревенской красавицы Варвары, и сознанием своего фактического безделья среди тяжело работающих людей, стремится поскорее вернуться на фронт.

## История написания
Уцелев после тяжелого ранения под Ленинградом, после госпиталя, летом 1942 года во время отпуска по ранению 22-летний Фёдор Абрамов оказался в родном краю и запомнил на всю жизнь борьбу крестьян за урожай. Фёдор Абрамов начал писать первые главы романа, будучи преподавателем филологического факультета Ленинградского университета, в летние каникулы 1950 года на хуторе Дорище Новгородской области, и писал шесть лет. В течение двух лет роман не принимали к публикации, писателю отказали журналы «Октябрь» и «Новый мир». В 1958 году роман «Братья и сёстры» был опубликован в журнале «Нева» и сразу был встречен критикой доброжелательно: за 1959—1960 годы появилось более тридцати рецензий в газетах и журналах. В 1959 году роман вышел отдельной книгой в Лениздате, в 1960 — в «Роман-газете», в 1961 был впервые переведён и издан в Чехословакии.
В 1985 году «Братья и сёстры» были адаптированы для театральной постановки. Спектакль имел большой успех в стране и за рубежом (Государственная премия СССР за 1986 г.).
В 2014 году по данному роману и остальным частям тетралогии был снят телесериал «Две зимы и три лета».